# Body Love II
Body Love Volume 2 is het negende muziekalbum van de Duitse specialist op het gebied van elektronische muziek Klaus Schulze. Het verwijst naar het eerdere Body Love-album van Schulze. In tegenstelling tot dat album is er hier geen sprake van een soundtrack, maar losse track. Overigens zou de hoes wel kunnen wijzen op een soundtrack van een pornofilm. Het album is opgenomen in Frankfurt am Main. Moogetique was de titel van de eerste Nederlandse oplage, doch die titel verdween vrij snel weer.

## Musici
- Klaus Schulze – elektronica
- Harald Grosskopf – slagwerk

## Composities
1. Nowhere- now here (28:55)
2. Stardancer II (een remix van Stardancer van Body Love) (14:12)
3. Moogetique (13:10)
4. Buddy Laugh (a rock'nroll bolero) (23:16)

Buddy Laugh, een verbastering van Body Love is van oorsprong een probeersel, maar rijp genoeg om het als bonustrack op te nemen. Het is alleen op de cd-versie uit 2007 opgenomen.